# Sainte-Hélène (Lozère)
Sainte-Hélène ist eine französische Gemeinde mit 97 Einwohnern (Stand 1. Januar 2022) im Département Lozère in der Region Okzitanien.

## Geographie
Das Dorf Sainte-Hélène liegt am Oberlauf des Flusses Lot, nördlich des Gebirgsmassivs des Mont Lozère am nördlichen Rand des Nationalparks Cevennen. 

## Bevölkerungsentwicklung
| Jahr      | 1962 | 1968 | 1975 | 1982 | 1990 | 1999 | 2011 | 2018 |
| Einwohner | 75   | 54   | 44   | 44   | 47   | 52   | 73   | 104  |